# Kinrō kansha no hi
Kinrō kansha no hi (勤労感謝の日, Jour de Thanksgiving du travail), à l'origine nommé Niiname-sai, est une tradition devenue la Fête du travail en 1948 au Japon. Elle a lieu le 23 novembre et peut être suivie de nombreuses manifestations à travers le pays pour remercier les travailleurs japonais qui contribuent au développement économique du Japon.